# كورتيس كو بين
كورتيس كو بين (بالإنجليزية: Curtis Coe Bean)‏ هو سياسي أمريكي، ولد في 4 يناير 1828 في الولايات المتحدة، وتوفي في 1 فبراير 1904 بنيويورك في الولايات المتحدة. حزبياً، نشط في الحزب الجمهوري. انتخب عضواً في مجلس نواب تينيسي وانتخب عضو مجلس النواب الأمريكي.